# Kim-Vân-Kiêu

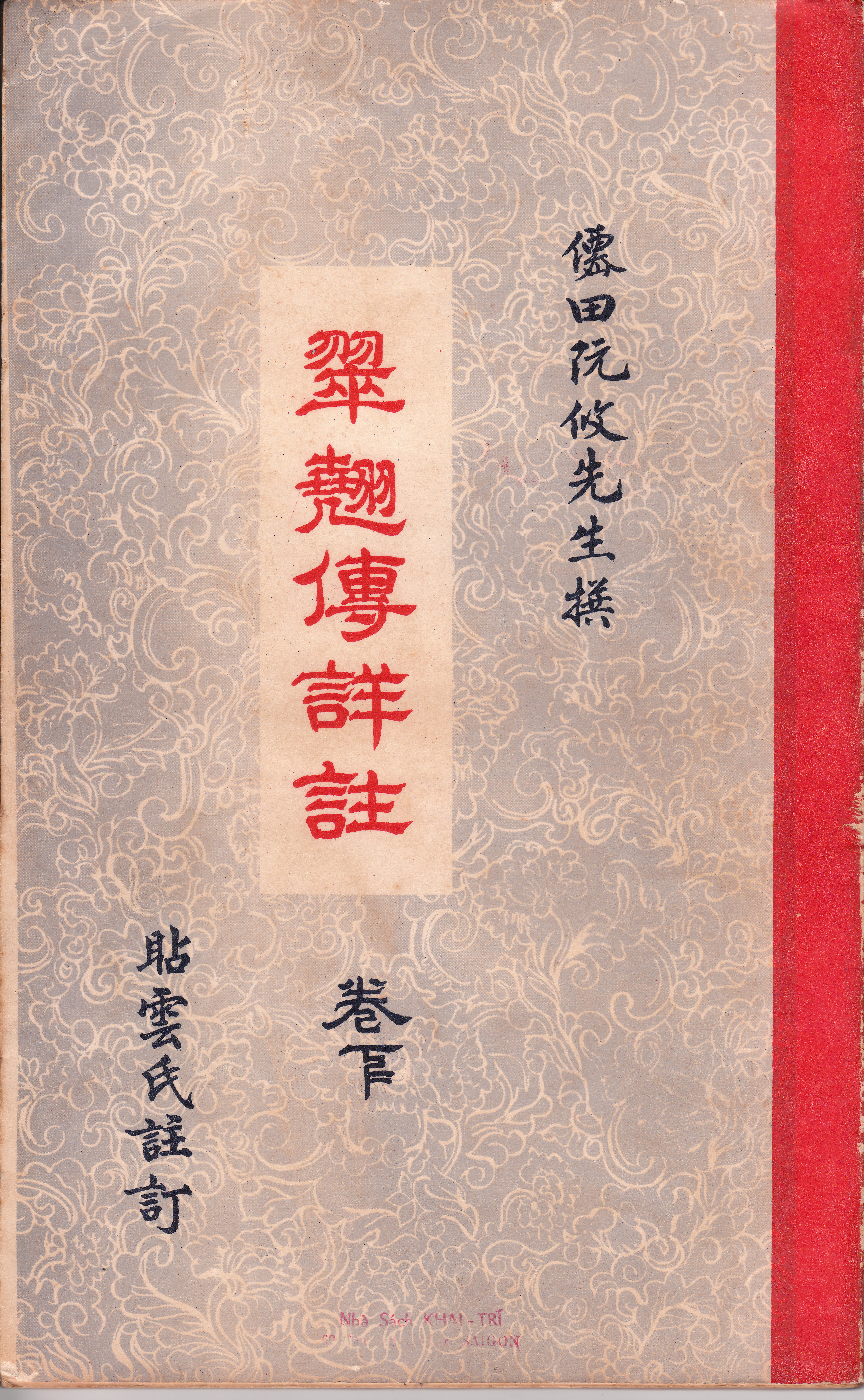
Couverture d'une édition du Kim Vân Kiêu.

Kim Vân Kiêu est un poème vietnamien écrit au début du XIXe siècle par Nguyễn Du (1765-1820). Il est considéré comme l'œuvre littéraire vietnamienne la plus importante jamais écrite. 
Le titre original est Đoạn Trường Tân Thanh mais il est connu sous le nom de Truyện Kiều (Histoire de Kiêu) ou de Kim-Vân-Kiêu.
Le poème est composé de 3254 vers écrits en lục bát. Cette versification alterne entre les vers de 6 et de 8 pieds. Elle est typiquement vietnamienne et diffère de la versification classique inspirée par le chinois (penta ou heptasyllabique). Il a été écrit en chữ nôm.
Ce chef-d'œuvre a été mis en musique par Quách Vĩnh Thiện.

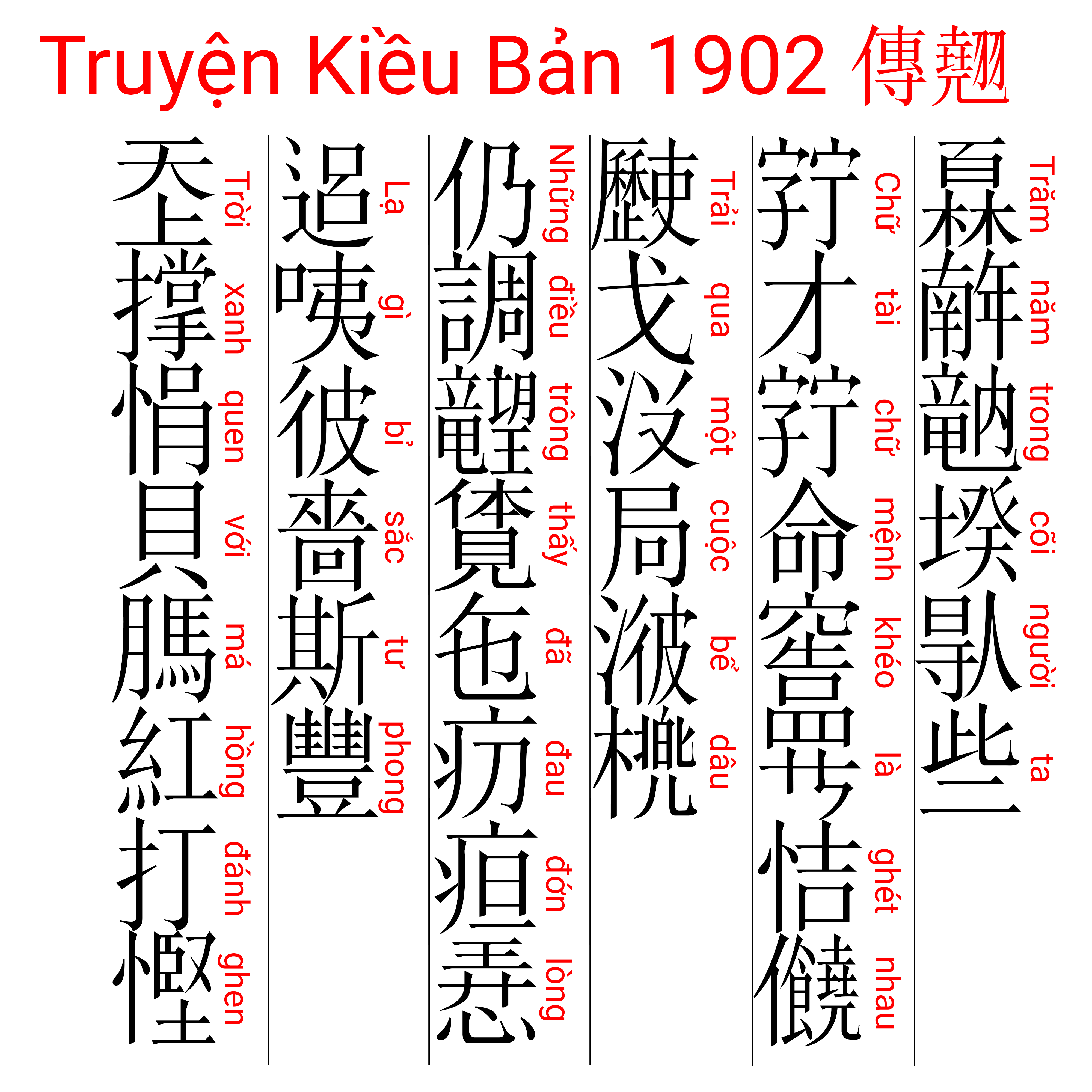
Premières lignes du prologue

## Intrigue
Le poème relate la vie de Thúy Kiều, une belle et talentueuse jeune femme qui doit se sacrifier pour sauver sa famille. L'intrigue provient d'un roman chinois.
Le poème raconte l'histoire de Kiều, jeune fille de belle tenue, qui rencontre, au cours d'une promenade, l'homme de ses rêves, l'étudiant Kim Trọng. Ils se voient en secret et se jurent un amour éternel. Elle doit cependant renoncer à son vœu de chasteté jusqu'au mariage, après avoir été volée, réduite à l'esclavage durant quinze ans pour venir en aide à sa famille acculée à la ruine. La beauté de Kiều attire les hommes, dont Thúc Sinh qui utilise sa richesse pour acheter Kiều et l'épouser en cachette, même s'il a déjà une épouse. Celle-ci, Hoạn, se venge en profitant de l'absence de son mari pour faire kidnapper Kiều et la réduire en esclave, ce à quoi Thúc n'ose s'opposer. Kiều finit par s'échapper et se réfugie dans un temple bouddhiste où elle bénéficie de la protection de la nonne Giác Duyên.
Après plusieurs années de péripéties, Kiều est finalement retrouvée par Kim Trọng, qui avait épousé la sœur de Kiều, Thúy Vân. Kiều voulait ainsi honorer sa promesse de mariage en demandant à sa sœur de l'honorer. Entre-temps, Kim Trọng est devenu un fonctionnaire. Il fournit un logement aux parents de Kiều et se met à sa recherche. Il finit par la retrouver dans le temple bouddhiste. Kiều est enfin réunie avec son premier amour et sa famille. Elle peut marier Kim Trọng, mais refusera d'avoir une relation physique avec lui, et elle honora ses vœux de moniale.

## Renommée
Le poème est une des œuvres littéraires les plus importantes du Vietnam. Traduit dans plusieurs langues, il est vu comme le reflet de l'âme vietnamienne. Il continue d'être enseigné dans les classes.